# Monument voor de zusjes Eggink
Het monument voor de zusjes Eggink is een  oorlogsmonument aan het Broederenkerkplein in de Nederlandse stad Zutphen. Het werd opgericht ter nagedachtenis voor de zusjes Geertruida, Harmina en Petronella Eggink, die tijdens de Tweede Wereldoorlog omkwamen tijdens het geallieerde bombardement op Zutphen van 14 oktober 1944 op een gedeelte van de binnenstad. 
De onthulling van het monument vond plaats op 19 december 2014 door burgemeester Arnold Gerritsen. Het monument bestaat uit twee zwarte natuurstenen plaquettes.
De tekst op de eerste steen luidt:
'APENSTERT
ONTSTAAN CA 1200 VERDWENEN NA BOMBARDEMENT 14 OKTOBER 1944.'
De tekst op de tweede steen luidt:
'HIER WOONDEN DE ZUSJES EGGINK GEERTRUIDA (15), HARMINA (13) EN PETRONELLA (6) ZIJ ZIJN OP DEZE PLEK OMGEKOMEN BIJ HET BOMBARDEMENT VAN 14 OKTOBER 1944.'